# Reinhard Häfner
Reinhard Häfner (Sonneberg, 2 de fevereiro de 1952 – Dresden, 24 de outubro de 2016) foi um futebolista profissional alemão que atuava como meio-campo, campeão olímpico.
Morreu em 24 de outubro de 2016, aos 64 anos.

## Títulos
Alemanha Oriental
- Jogos Olímpicos: 1976